# Приново
Приново (пол. Prynowo, нім. Prinowen) — село в Польщі, у гміні Венґожево Венґожевського повіту Вармінсько-Мазурського воєводства.
Населення — 172 особи (2011).
У 1975-1998 роках село належало до Сувальського воєводства.

## Демографія
Демографічна структура станом на 31 березня 2011 року:
|          | Загалом | Допрацездатний вік | Працездатний вік | Постпрацездатний вік |
| -------- | ------- | ------------------ | ---------------- | -------------------- |
| Чоловіки | 87      | 19                 | 61               | 7                    |
| Жінки    | 85      | 16                 | 43               | 26                   |
| Разом    | 172     | 35                 | 104              | 33                   |